# Arambaré

Localización del municipio de Arambaré.

Arambaré es un municipio brasilero del estado de Rio Grande do Sul.
Se encuentra ubicado a una latitud de 30º54'54" Sur y una longitud de 51º29'52" Oeste, estando a una altitud de 5 metros sobre el nivel del mar. Su población estimada para el año 2004 era de 4.375 habitantes. 
Su territorio ocupa una superficie de 517,58 km² y forma parte de la cuenca hidrográfica del río Camacuã.
- Datos: Q33953
- Multimedia: Arambaré / Q33953